# Андроников Костянтин Ясейович
Князь Костянтин Ясеєвич Андроников (груз. კონსტანტინე ანდრონიკაშვილი; Костантіне Андронікашвілі; 16 липня 1916, Петроград — 12 вересня 1997, Париж) — французький дипломат, православний богослов і перекладач.

## Біографія
Костянтин Андроников народився 16 липня 1916 року в Петрограді в знатній грузинської родини князів Андроникових або Андронікашвілі. Його батько, Яссе Миколайович Андроников, був офіцером російської імператорської армії. Тітка по батькові, Соломія Андроникова (1888—1982), була відомою світською красунею, джерелом натхнення для багатьох російських поетів і художників Срібної доби. Під час Громадянської війни в Росії його тітка Соломія емігрувала до Парижа, а в 1920 році і Костянтин разом з матір'ю виїхав з врангелевського Криму через Константинополь до Франції. Але його батько, Яссе залишився в Росії, піддавався багаторазовим арештам більшовицькою владою, а пізніше розстріляний в урочище Сандормох у Карелії.
Середню освіту Костянтин отримав в коледжах Парижа і Англії, де жила його тітка. У 1940 році Костянтин Андроніков закінчив філологічний факультет Паризького університету, захистивши випускну роботу про Хомякова. Перед війною короткий час займався фермерством. В 1939 році — доброволець у французькій військовій авіації, вступив у льотне училище в Марокко, в 1940 році — демобілізація, Повернувся в Париж поступив у Свято-Сергієвський православний богословський інститут, який закінчив у 1944 році. У 1942—1944 роках він був викладачем російської літератури і французької мови в Російській гімназії в Парижі. Після війни опублікував детективний роман «La mort aux étoiles» під псевдонімом André Comnène у видавництві «Кальман-Леві», — більше до цього жанру не повертався. У 1945—1947 році разом зі своєю дружиною Наталією Олексіївною допоміг багатьом «переміщеним особам» сховатися від радянської репатріаційної комісії.

### Дипломат і перекладач
Пізніше він працював у Міністерстві закордонних справ Франції. З 1945 по 1981 рік був головним перекладачем Міністерства. Андроніков був перекладачем трьох французьких президентів. У 1958 році він перекладав з англійської та російської для президента Шарля де Голля, в 1969 році — для Жоржа Помпіду, а в 1974 році він став перекладачем Валері Жискар д'Естена. Перекладач на процесі В. А. Кравченка. Засновник Міжнародної асоціації синхронних перекладачів, пізніше її почесний голова. У 1948 році член-засновник і викладач Вищої школи синхронних перекладачів Паризького університету ('Ecole Supérieure d Interprètes et de Traducteurs de l'université de Paris (ESIT)). Викладав у ній з 1948 по 1958 і з 1961 по 1975 роки. Співробітник відділу розвитку Організації Об'єднаних Націй.
Микита Кривошеїн згадує, що, будучи захищеним дипломатичним імунітетом, свої численні поїздки в Москву Андроников використовував для переправлення в обидві сторони так званої «забороненої літератури» («самвидаву» і так званого «тамвидаву» в Росію). Загальна вага книг, привезених із Заходу, становила, на думку Кривошеїна, «кілька центнерів».

### Внесок у богослов'я
18 квітня 1943 року висвячений в іподиякони. Був членом Братства Христа Спасителя. Служив читцем у паризькому Свято-Олександро-Невському соборі, з 1950 року член його парафіяльної ради, член Свято-Олександро-Невського братства. У 1956 обраний в Єпархіальну раду екзархату Західно-Європейських православних церков. У 1961 році член Комісії по влаштуванню святкування 100-річчя Свято-Олександро-Невського собору. З 1966 по 1994 входив у Раду Православної Архієпископії Франції та Західної Європи.
З 1971 року професор літургійного богослов'я та методології Богословського інституту, в 1980 році перервав викладання після того, як 26 травня 1980 року здобув ступінь доктора філософії з теології. З 1980 по 1991 рік обіймав посаду викладача на факультеті літургії у Свято-Сергіївському православному богословському інституті. З 1984 по 1985 був професором літургії у православному богословському інституті святого Володимира в Нью-Йорку. Повернувшись в Париж, з 1991 по 1993 роки обіймав посади декана і професора методології у Свято-Сергіївському православному богословському інституті. У 1993 році став почесним деканом.
Андроніков відомий як плідний французький перекладач російських християнських мислителів, особливо богословських праць отця Сергія Булгакова, Бердяєва, Д. С. Мережковського, отця П. Флоренського, отця В. Зіньківського та інших. Переклав на французьку мову тексти російських церковних піснеспівів, виступав з доповідями з історії російської церковної музики. З 1965 виступав по французькому телебаченню в релігійних передачах. Член піклувальної ради телепередачі «Православ'я» (1965—1993). Він опублікував кілька праць про християнські свята. Головний редактор журналу «La Pensée orthodoxe». Почесний член Всесвітнього товариства релігій. Член Союзу російських дворян, член Товариства ревнителів пам'яті імператора Миколи II.
Він помер 12 вересня 1997 року в Парижі, похований на кладовищі Сент-Женев'єв-де-Буа.

## Родина
- Мати — Олена Костянтинівна (уроджена Вахтер) (7.10.1890 — 25.8.1938).
- Перша дружина — Наталія Олександрівна (уроджена Куріс) (1924, Прага — 1983, Париж).
  - Син — Мануїл Костянтинович (10.9.1947 — 15.9.1995).
  - Дочка — Ганна Костянтинівна Андронікова (фр. Anne Andronikof[7], рід. 23 березня 1949).
  - Син — Марк Костянтинович.

## Нагороди
- Нагороджений орденом «За заслуги», а 17 лютого 1997[5] орденом Почесного легіону.

## Твори
- Le sens des fetes: T. 1. Le cycle fixe (1970. Cerf, Paris), 309 p.
- Les Notes apologetiques
- Le sens des fetes: T. 2. Le cycle pascal (1985. L'age d'homme, Lausanne)
- Le sens de la Liturgie: La relation entre Dieu et l'homme (1988. Cerf, Paris), 322 p.
- Des mystères sacramentels (1998).
- Gnoséologie et méthodologie. (1990)[8].
- Parole orthodoxe. Conversion — Au cœur de la foi — Communion ecclésiale — Prière et liturgie — Pâques, écrit en collaboration octobre 2000.
- Les Religions et la guerre. Judaïsme, christianisme, islam. écrit en collaboration. Juin 1991.